# Esquí de fondo

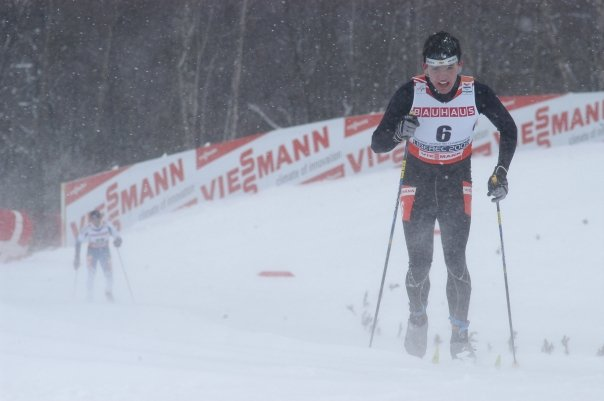
Atleta de Esquí de fondo César Baena compitiendo en los Campeonatos Mundiales de Esquí Nórdico 2009 en Liberec, República Checa.

El esquí de fondo o esquí a campo traviesa (en francés ski de fond, en inglés cross-country skiing) es una modalidad del esquí donde los competidores recorren largas distancias, con el objetivo de completar el recorrido en el menor tiempo posible. Se realiza en terrenos llanos u ondulados, a diferencia del esquí alpino, que se practica en pendientes pronunciadas de montañas.
El esquí de fondo forma parte de la familia del esquí nórdico, dado que se originó en los países nórdicos. Otras modalidades del esquí nórdico incluyen porciones de esquí de fondo: el biatlón (carrera con secciones de tiro con rifle) y la combinada nórdica (acumula puntos con el salto de esquí).

## Motivo
Anteriormente, solo se conocía el uso de las raquetas de nieve que, incrementando la superficie de apoyo, superaban el mayor obstáculo para caminar sobre la nieve. Manteniendo el principio de incrementar la superficie de apoyo, los esquís consiguen además aprovechar favorablemente las características de deslizamiento de las superficies heladas, dotándose para ello de una suela absolutamente lisa e impermeable. Su forma alargada facilita la bipedestación y el uso de bastones permite impulsar el avance mediante un elemento no deslizante. Por tanto, el esquí se utilizó en los países nórdicos como forma de transporte durante la época de nieve.

## Modalidades
Las modalidades más habituales de esquí de fondo son el estilo "clásico" y el "patinador". En la primera se usan esquís con escamas o encerado en el medio del esquí que permiten la adherencia del esquí en los ascensos. En esta modalidad se suelen pasar los esquís por carriles o trazas realizadas de forma artificial, y el avance se consigue deslizando los esquís por las trazas, sea de forma alternada o paralela.
En el estilo patinador se usan esquís sin escamas ni cera y se usa la parafina para deslizar con menor esfuerzo en subidas y con más velocidad en las bajadas. En esta modalidad, el avance se realiza de una forma parecida a la de un patinador, de ahí la denominación.
Por tanto, existen carreras de estilo clásico y estilo libre (donde típicamente se usa la técnica del patinador). Además, hay pruebas de doble persecución, donde la primera parte del recorrido es de estilo clásico y la segunda parte es de estilo libre. La distinción entre ambos estilos se introdujo en el Campeonato Mundial de Esquí Nórdico de 1987, anteriormente no había restricciones en ninguna prueba.

## Competiciones
El esquí de fondo forma parte del programa de los Juegos Olímpicos de Invierno desde la primera edición en 1924, que se realiza cada cuatro años. Actualmente se realizan seis pruebas distintas por sexo:
- Hombres: 15 km estilo clásico, 30 km doble persecución, 50 km estilo libre, 4x10 km relevos, sprint individual, sprint por equipos.
- Mujeres: 10 km estilo clásico, 15 km doble persecución, 30 km estilo libre, 4x5 km relevos, sprint individual, sprint por equipos.

El Campeonato Mundial de Esquí Nórdico, que se celebra cada dos años, también cuenta con varios eventos de esquí de fondo.
La Copa del Mundo de Esquí de Fondo es una serie de pruebas que se realizan entre noviembre y marzo de cada año. Cada prueba cuenta con distintos eventos, que acumulan puntos para la clasificación general, la clasificación de fondo y la clasificación de sprint. El certamen incluye el Tour de Esquí, que se disputa por etapas en distintos países a lo largo de dos semanas en Año Nuevo.
Algunas de las maratones de esquí de fondo más famosas son la Vasaloppet (Suecia), Birkebeineren (Noruega), Finlandia-hiihto (Finlandia), Engadin (Suiza), Gatineau Loppet (Canadá) y la Birkebeiner (Estados Unidos), que superan los 42 km de recorrido.

## Esquiadores de fondo destacados
Varones
- Thomas Alsgaard
- Bjørn Dæhlie
- Veikko Hakulinen
- Sixten Jernberg
- Eero Mäntyranta
- César Baena
- Johann Mühlegg
- Petter Northug
- Vladimir Smirnov
- Gunde Svan
- Andrus Veerpalu
- Iban Bezunartea Orayen

Mujeres
- Stefania Belmondo
- Marit Bjørgen
- Yuliya Chepalova
- Miriam Gössner
- Therese Johaug
- Marja-Liisa Kirvesniemi
- Justyna Kowalczyk
- Galina Kulakova
- Larisa Lazutina
- Petra Majdič
- Kateřina Neumannová
- Bente Skari
- Raisa Smetanina
- Yelena Välbe
- Lyubov Yegorova